# Verjamem
»Verjamem« je evrovizijska skladba Eve Boto iz leta 2012. Avtor glasbe je Vladimir Graić, besedilo pa je napisal Igor Pirkovič.
Pesem je zmagala na tekmovanju za Emo istega leta, kot finalni izbor tekmovanja Misija Evrovizija in se uvrstila na Pesem Evrovizije. V finalu Pesmi Evrovizije je Eva zasedla 17. mesto od 18.

## EMA 2012
26. februarja 2012 je potekala 18. izvedba EME v studiu RTV Slovenija. V prvem krogu je nastopilo šest izvajalcev, v finalu (drugem krogu) je bilo prostora samo za dva izvajalca. 
V finalu so tako nastopile Eva Boto in sestri Prusnik. Skladba »Verjamem« je po telefonskem glasovanju prepričljivo z 28.365 glasovi (69 %) premagala skladbo Konichiwa (12.884 glasov).

## Evrovizija 2012
24. maja 2012 je v Bakuju potekal prvi polfinale Evrovizije '12. Ni se ji uspelo uvrstiti v veliki finale, saj je osvojila le 31 točk in zasedla predzadnje 17. mesto.

## Zasedba

### Produkcija
- Vladimir Graič – glasba, aranžma, producent
- Igor Pirkovič – besedilo

### Studijska izvedba
- Eva Boto – solo vokal
- Katja Koren – spremljevalni vokal
- Sandra Feketija – spremljevalni vokal
- Martina Majerle – spremljevalni vokal
- Mateja Majerle – spremljevalni vokal
- Ana Bezjak – spremljevalni vokal

## Maxi single
Zgoščenka
- 1. "Verjamem" – 3:05
- 2. "Pure Love" – 3:04
- 3. "U kamen i vodu" – 3:04
- 4. "Verjamem" (karaoke) – 3:04
- 5. "Verjamem" (instrumental) – 3:07
- 6. "Verjamem" (Summer Club remix) – 3:04
- 7. "Pure Love" (Kobo mix) – 3:06